# Crumomyia topali
Crumomyia topali är en tvåvingeart som beskrevs av Papp 2003. Crumomyia topali ingår i släktet Crumomyia och familjen hoppflugor. Inga underarter finns listade i Catalogue of Life.